# Альпийская саламандра

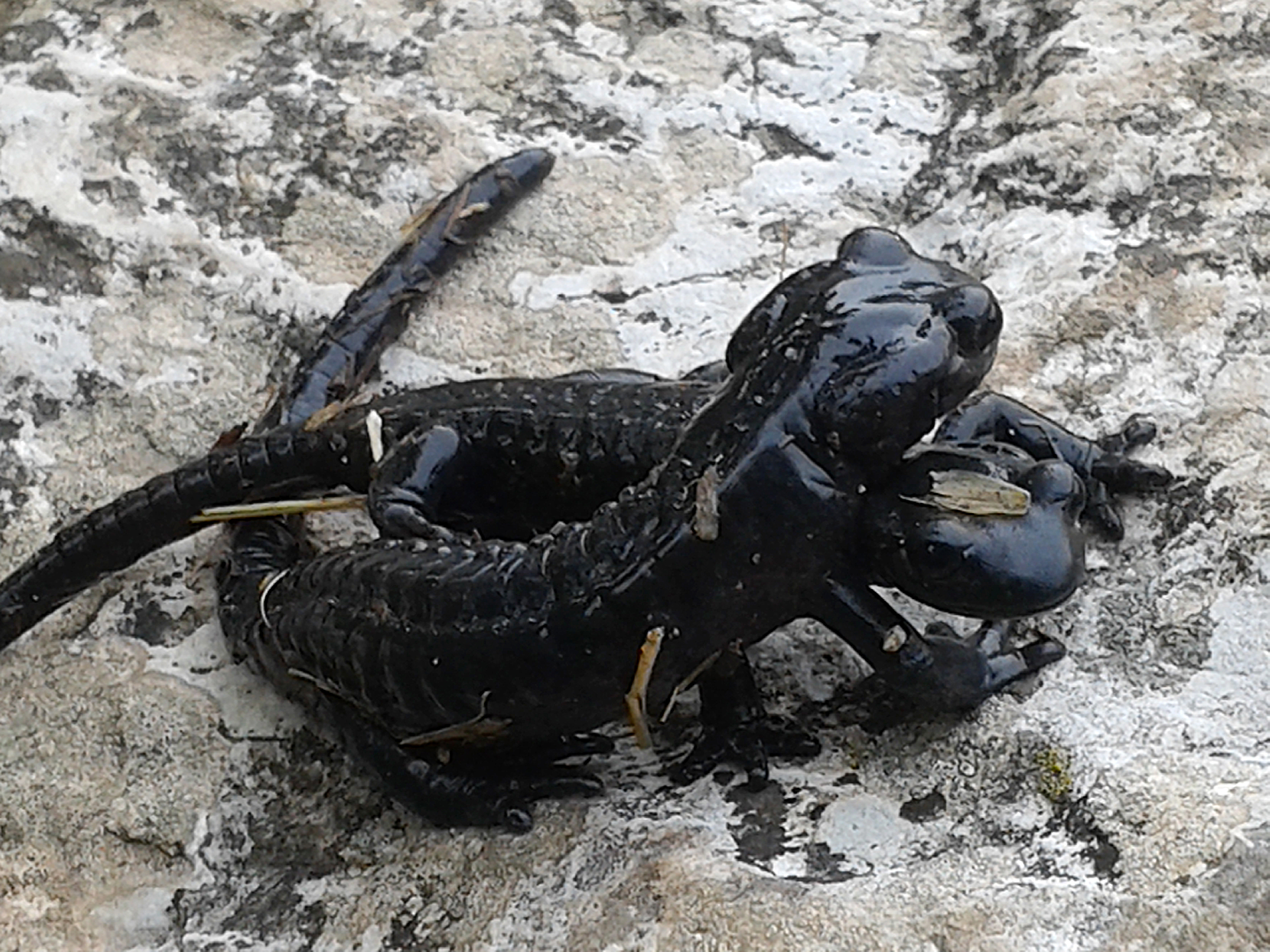
Альпийские саламандры в Тулузском музее

Альпи́йская салама́ндра, или чёрная салама́ндра (лат. Salamandra atra) — вид животных из рода саламандр (лат. Salamandra) отряда хвостатых земноводных.
Статус трёх подвидов альпийской саламандры (Salamandra atra atra, Salamandra atra aurorae и Salamandra atra prenjensis) находится под вопросом.
Вид относится к категории Least Concern (вызывающие наименьшее опасение) по классификации Комиссии по выживанию видов МСОП.

## Распространение
Альпийская саламандра обитает в центральных и восточных Альпах на высоте выше 700 метров над уровнем моря на территории юго-восточной Швейцарии, западной и центральной Австрии, северной Италии и Словении, на юге Германии и Франции, ограниченные популяции в Хорватии, Боснии и Герцеговине, Лихтенштейне, Сербии и Черногории.

## Описание

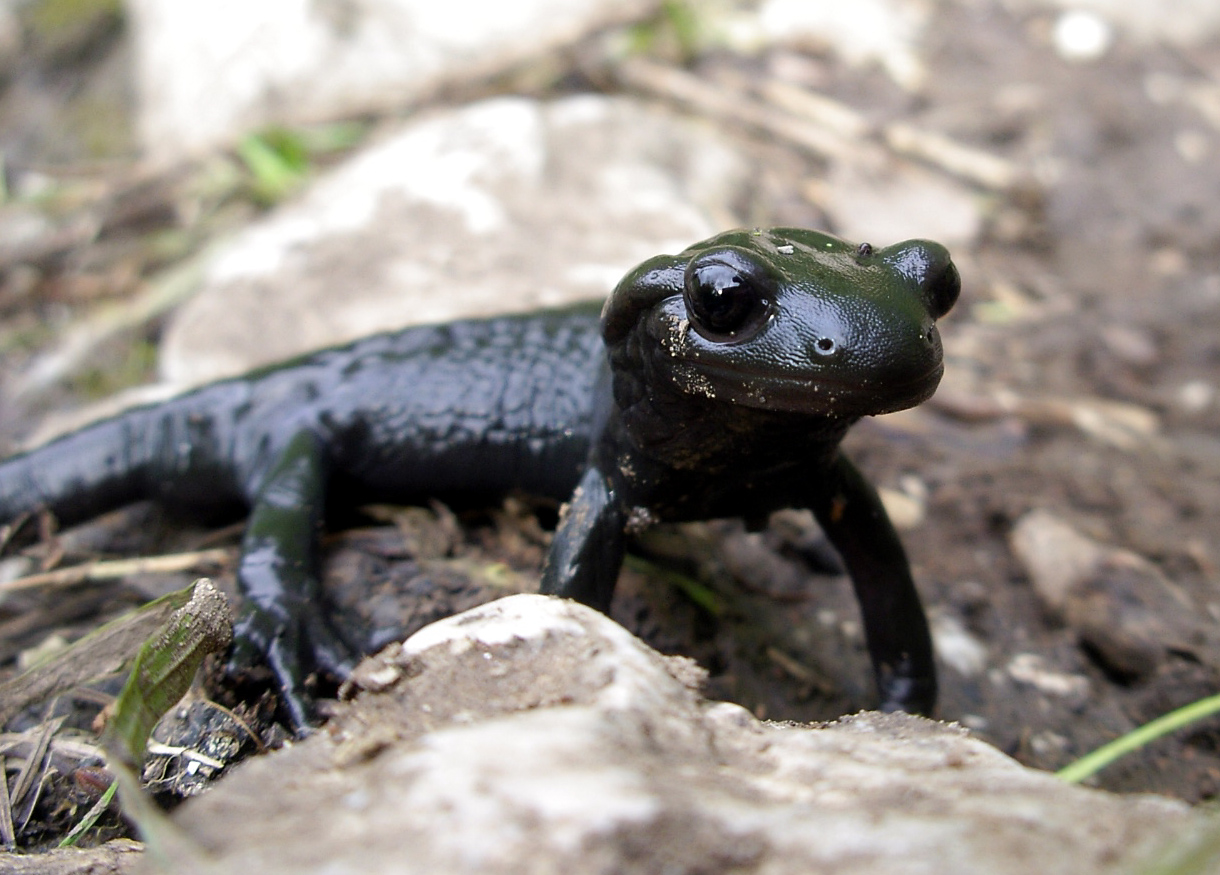
Альпийская саламандра (Словения)

Внешне альпийская саламандра похожа на другого представителя рода Salamandra — огненную саламандру.
Отличительными признаками являются более стройное тело, меньшие размеры и в основном однотонная окраска альпийской саламандры (кроме подвида Salamandra atra aurorae, верхняя часть тела и голова которого окрашена в ярко-жёлтый цвет).
Длина взрослой альпийской саламандры составляет от 9 до 14 см, встречаются особи длиной до 18 см.
Окраска блестяще-чёрная.

## Образ жизни
Предпочитают берега горных ручьёв, прячутся под камнями или в кустарниках.
Альпийские саламандры — живородящие животные.
Личинки развиваются в материнском теле в течение года.
Хотя у самки в яйцеводах находятся от 30 до 40 яиц, полный метаморфоз проходят всего две личинки.
Остальные яйца служат пищей для двух развивающихся личинок, которые поедают их целиком до момента рождения.
Зародыши, находящиеся в теле самки, отличаются огромными внешними жабрами, по размерам большими половины длины личинки.
Под влиянием внешних условий сроки вынашивания личинки и соответственно стадии их развития могут существенно изменяться. Чаще всего рождаются прошедшие метаморфоз особи (адаптация к горному образу жизни), но случается, что самка рожает личинок, которые потом проходят метаморфоз в воде.
Продолжительность жизни альпийской саламандры составляет около 10 лет.
Питаются беспозвоночными.